# Viktors Arājs
Viktors Arājs (né le 13 janvier 1910 et mort le 13 janvier 1988) est un collaborateur nazi d'origine lettone, criminel de guerre commandant de la SS (Sturmbannführer) et dirigeant de l'unité paramilitaire de la police auxiliaire lettone dénommée Sonderkommando Arājs, responsable de la mort d'au moins 50 000 victimes sur le front de l'Est. On attribue l'extermination de la moitié des Juifs lettons à son commando . Libéré dans des circonstances non élucidées par les Britanniques en 1949, il fut finalement arrêté en 1975 et condamné à la perpétuité en 1979, en Allemagne, pour crimes de guerre et mourut en prison, le jour de son 78e anniversaire.

## Jeunesse et formation
Victors Bernhard Arājs est né à Baldone (Lettonie actuelle, alors partie de l'Empire russe), d'un père forgeron et d'une mère issue d'une famille bourgeoise de Germano-Baltes. Il alla au lycée (gymnasium en allemand) de Jelgava, qu'il quitta en 1930 pour effectuer son service militaire dans l'Armée lettone. En 1932, il entama des études de droit à l'Université de Lettonie à Riga, qu'il n'acheva jamais.
Étudiant, Arājs était membre d'une société fraternelle estudiantine, Lettonie, qui l'aurait peut-être aidé à obtenir un poste auprès de la police lettone après qu'il eut quitté l'Université. Il y demeura jusqu'à être nommé lieutenant de police . Il demeura ainsi un officier de police provincial et peu gradé sous la dictature de Kārlis Ulmanis (1934-1940), prenant officiellement ses distances avec le parti fasciste Pērkonkrusts.

## La guerre

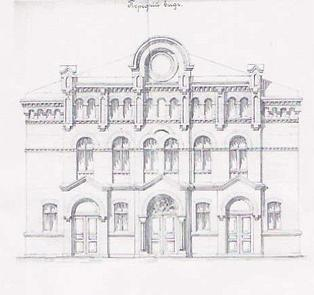
Dessin de la synagogue de Riga rue Stabu, également incendiée par le commando d'Arājs, son adjoint Herberts Cukurs ayant enfermé au préalable les Juifs à l'intérieur.

Sous l'Occupation soviétique en 1940, Arājs collabora avec les autorités. Mais peu après que l'Armée rouge eut abandonné Riga devant l'avancée de la Wehrmacht lancée sur le front de l'Est après le déclenchement de l'opération Barbarossa en juin 1941, il décida immédiatement de collaborer avec les nouvelles autorités. Il se présenta ainsi comme volontaire, le 1er juillet 1941, devant Franz Stahlecker, commandant de l'Einsatzgruppe A, avec derrière lui un mélange d'étudiants, de policiers, de membres de confréries, de soldats et de membres du parti fasciste Pērkonkrusts. Arājs connaissait alors, depuis le lycée, puis l'armée, le traducteur des nazis, Hans Dressler.
Le 4 juillet 1941, le Sonderkommando Arājs, composé d'entre 500 et 1 500 volontaires, pouvait officiellement commencer sa tâche génocidaire. Le jour même, ils capturèrent 500 Juifs dans la synagogue de Riga, rue Gogola, qui n'avaient pas pu fuir l'avancée nazie. Ils les firent brûler vifs tandis que des grenades étaient lancées à l'intérieur de la synagogue. Le Sonderkommando Arājs massacra des dizaines de milliers de personnes, peut-être 100 000 en tout, d'abord en Lettonie, puis en Biélorussie.
Il massacra ainsi 4 000 Juifs et un millier de communistes en juillet-septembre 1941, près de Bikernieki (en) (sud-est de la Lettonie) , Arājs se chargeant parfois personnellement de donner le coup de grâce. Cela fut suivi du massacre de Rumbula (30 novembre et 8 décembre 1941, au cours duquel 25 000 Juifs issus du ghetto de Riga furent assassinés en présence d'Allemands et du commando d'Arājs. Trois Juifs survécurent au massacre du 8 décembre, témoignant par la suite de la responsabilité d'Arājs . Sans compter le massacre de Rumbula ou les pogroms commis en Russie, son commando tua 26 000 personnes dans la seule Lettonie. Selon Guy Walters:
« On estime que le commando aurait pu tuer quelque 50 000 personnes pendant ses opérations à Minsk en 1942. Si ce nombre est exact, il est alors possible - mais pas démontré - que le commando soit responsable, en tant qu'auteur des crimes ou qu'auxiliaire des criminels, de la mort d'environ 100 000 personnes. »
En 1942, Arājs fut promu major de police, et en 1943 SS-Sturmbannführer, avec comme adjudant Herberts Cukurs, célèbre pour ses exploits aéronautiques avant-guerre. Fin 1944, Arājs fut envoyé dans une école de formation allemande à Bad Tölz, puis travailla pour la 19e division SS lettonne. Son dernier poste fut à la tête d'un bataillon de 500 lettons, convalescents, qu'il présentait comme « à moitié estropiés », et qui combattirent les Russes à Güstrow, à une trentaine de kilomètres de Rostock. Arājs finit par se déguiser en civil et se faire appeler du nom courant d'Abols .

## Après-guerre
À la Libération, Arājs fut capturé par l'armée britannique et détenu dans un camp de prisonniers lettons à Schleswig, puis, son identité découverte, transféré dans un camp d'internement britannique pour SS . Il se serait échappé à un moment donné et aurait alors participé à un groupe letton, constitué en Belgique, et qui voulait se battre en Lettonie. Il fut capturé à nouveau par les Britanniques le 31 décembre 1945 et interrogé de façon approfondie pendant six mois.
Le 24 janvier 1948, le major britannique Charles Kaiser, membre du Groupe britannique d'enquête sur les crimes de guerre chargé de l'enquête sur les crimes de Riga, avait dressé une liste d'au moins 27 Lettons, dont Arājs et Cukurs. Un appendice à la lettre de Kaiser montrait qu'Arājs était interné depuis le 13 novembre 1947 au centre de détention no 2 des criminels de guerre.
Mais personne ne sait où il était entre la mi-1946 et novembre 1947. Lui-même prétend qu'il avait été approché par les services de renseignement britanniques, qui lui auraient proposé de le parachuter en Lettonie pour effectuer des missions contre l'URSS, avec à la clé 5 000 dollars de récompense. Il aurait refusé une telle offre en raison de sa non-maîtrise de la langue russe et des risques encourus. Aucun démenti officiel n'a été apporté à cette version.
Le 1er février 1949, il fut libéré par les Britanniques. Arājs prétendit par la suite qu'il avait été jugé et acquitté, mais aucune trace n'existe de ce procès. Par ailleurs, de nombreuses preuves avaient à l'époque déjà été accumulées contre lui.
Il s'installa alors avec son épouse à Oldenbourg, sous l'alias de Viktor Zeibots  , et travailla comme chauffeur pour les forces armées britanniques, sous la direction du gouvernement militaire britannique à Delmenhorst , puis dans la Zone britannique d'Occupation. Recherché un temps par le tribunal de Hambourg, il disparut et déménagea à Francfort, où il aurait travaillé dans une imprimerie.
Finalement arrêté en 1975, il fut jugé coupable, le 21 décembre 1979, par le Tribunal d'État de Hambourg (Landgericht Hamburg) du massacre de Rumbula (novembre-décembre 1941) au cours duquel l'Einsatzgruppen A et le commando d'Arājs exterminèrent 20 000 Juifs en deux jours. Arājs fut alors condamné à la perpétuité . Il mourut en 1988 dans une prison de Cassel, alors soumis à l'isolement pénitentiaire, jour de son 78e anniversaire.